# ヒーラット・ヴァーメイ
ヒーラット・ヴァーメイ（Geerat J. Vermeij、1946年 - ）は、オランダ生まれの古生物学者で、カリフォルニア大学デービス校の地質学教授。3歳で失明したが、9歳のとき一家でアメリカ合衆国に移住し、10歳で科学者になると志を立てた。プリンストン大学で、ロバート・マッカーサーの指導を受ける。1968年にプリンストン大学を卒業し、1971年にはイェール大学から生物学と地質学の博士号を授与された。メリーランド大学を経て、カリフォルニア大学へ移った。
進化生物学、古生物学の立場から、海生軟体動物(特に貝類)の化石や生体を研究している。1980年代には、中生代の海洋において捕食圧が高まったことに注目し、捕食者と被食者それぞれが攻撃と防御の能力を高め、適応戦略が高度になる共進化過程をたどるとするエスカレーション仮説(Escalation hypothesis)について論文を書き始めた。1992年にはマッカーサー・フェローを受賞している。
日本では、2000年に自伝『盲目の科学者』が翻訳出版され、2002年にNHKのテレビ番組『未来への教室』でも紹介された。

## 著書
- Evolution and Escalation: An Ecological History of Life, 1987
- A Natural History of Shells, 1993
- Privileged Hands, 1996

ヒーラット・ヴァーメイ（羽田裕子訳）『盲目の科学者―指先でとらえた進化の謎』講談社，2000年．
- Nature: An Economic History, 2006